# Ronde van Frankrijk 2020/Dertiende etappe
De dertiende etappe van de Ronde van Frankrijk 2020 werd verreden op 11 september met start in Châtel-Guyon en de finish op Puy Mary Pas de Peyrol. 
| Châtel-Guyon – Puy Mary (191,5 km) |                       |                          |          |
| Plaats                             | Naam                  | Ploeg                    | Tijd     |
| 1                                  | Daniel Martínez       | EF Education First       | 5u01'47" |
| 2                                  | Lennard Kämna         | BORA-hansgrohe           | + 4"     |
| 3                                  | Maximilian Schachmann | BORA-hansgrohe           | + 51"    |
| 4                                  | Valentin Madouas      | Groupama-FDJ             | + 1'33"  |
| 5                                  | Pierre Rolland        | B&B Hotels-Vital Concept | + 1'42"  |
| 6                                  | Nicolas Edet          | Cofidis                  | + 1'53"  |
| 7                                  | Simon Geschke         | CCC Team                 | + 2'35"  |
| 8                                  | Marc Soler            | Movistar Team            | + 2'43"  |
| 9                                  | Hugh Carthy           | EF Education First       | + 3'18"  |
| 10                                 | David de la Cruz      | UAE Team Emirates        | + 3'52"  |
|                                    |                       |                          |          |
| 23                                 | Tom Dumoulin          | Team Jumbo-Visma         | + 7'15"  |
| 42                                 | Oliver Naesen         | AG2R La Mondiale         | + 16'51" |

| Algemeen klassement |                    |                       |            |
| Plaats              | Naam               | Ploeg                 | Tijd       |
| Gele trui           | Primož Roglič      | Team Jumbo-Visma      | 56u34'35"  |
| 2                   | Tadej Pogačar      | UAE Team Emirates     | + 44"      |
| 3                   | Egan Bernal        | Team INEOS Grenadiers | + 59"      |
| 4                   | Rigoberto Urán     | EF Education First    | + 1'10"    |
| 5                   | Nairo Quintana     | Arkéa Samsic          | + 1'12"    |
| 6                   | Miguel Ángel López | Astana Pro Team       | + 1'31"    |
| 7                   | Adam Yates         | Mitchelton-Scott      | + 1'42"    |
| 8                   | Mikel Landa        | Bahrain McLaren       | + 1'55"    |
| 9                   | Richie Porte       | Trek-Segafredo        | + 2'06"    |
| 10                  | Enric Mas          | Movistar Team         | + 2'54"    |
|                     |                    |                       |            |
| 13                  | Tom Dumoulin       | Team Jumbo-Visma      | + 4'32"    |
| 36                  | Wout van Aert      | Team Jumbo-Visma      | + 1u04'52" |

## Opgaven
- Bauke Mollema (Trek-Segafredo); opgave tijdens de etappe vanwege een gebroken pols, spaakbeen en handwortelbeentje

1e etappe ·
2e etappe ·
3e etappe ·
4e etappe ·
5e etappe ·
6e etappe ·
7e etappe ·
8e etappe ·
9e etappe ·
10e etappe ·
11e etappe ·
12e etappe ·
13e etappe ·
14e etappe ·
15e etappe ·
16e etappe ·
17e etappe ·
18e etappe ·
19e etappe ·
20e etappe ·
21e etappe
Startlijst · Eindstanden · Afbeeldingen